# 데를레이
반데를레이 페르난지스 시우바(포르투갈어: Vanderlei Fernandes Silva, 1975년 7월 14일 ~ )는 데를레이(포르투갈어: Derlei)라는 이름으로 잘 알려진 브라질의 전 축구 선수이다.